# Écluse d'Homps
L'écluse d'Homps est une écluse à chambre unique du canal du Midi, située à l'est du petit village d'Homps dans le département de l'Aude dans la région Occitanie. Les écluses voisines sont l'écluse de l'Ognon à 689 m à l'est et l'écluse de Jouarres à 3 688 m à l'ouest.